# Eggstätt
Eggstätt là một xã ở huyện Rosenheim bang Bayern thuộc nước Đức. Nó nằm ở phía tây bắc của Hồ Chiemsee gần Hartsee. Là một vùng nghỉ mát, trong khu vực xã có rất nhiều hồ cùng với các hồ khác trong vùng lân cận tạo thành Eggstätter Seenplatte, một khu bảo tồn thiên nhiên còn được gọi là Eggstätt-Hemhofer Seenplatte. Khu vực hồ được tạo ra trong kỷ băng hà cuối cùng bởi các sông băng Chiemsee và Inn trước đây.